# Backhoppning vid olympiska vinterspelen 2022
Backhoppning vid olympiska vinterspelen 2022 arrangerades i Kuyangshu backhoppningsarena i Zhangjiakou i Kina mellan den 5 och 14 februari 2022.
I juli 2018 beslutade IOK att utöka backhoppningsprogrammet genom att införa en mixad lagtävling. Totalt 105 backhoppare representerandes 22 olika nationella olympiska kommittéer tävlar i fem grenar.

## Medaljsammanfattning
Damer
| Gren                    | Guld                   | Guld  | Silver                     | Silver | Brons                  | Brons |
| Normalbacke Detaljer... | Urša Bogataj Slovenien | 239,0 | Katharina Althaus Tyskland | 236,8  | Nika Križnar Slovenien | 232,0 |

Herrar
| Gren                    | Guld                                                        | Guld  | Silver                                               | Silver | Brons                                                                    | Brons |
| Normalbacke Detaljer... | Ryōyū Kobayashi Japan                                       | 275,0 | Manuel Fettner Österrike                             | 270,8  | Dawid Kubacki Polen                                                      | 265,9 |
| Stor backe Detaljer...  | Marius Lindvik Norge                                        | 296,1 | Ryōyū Kobayashi Japan                                | 292,8  | Karl Geiger Tyskland                                                     | 281,3 |
| Lagtävling Detaljer...  | Österrike Stefan Kraft Daniel Huber Jan Hörl Manuel Fettner | 942,7 | Slovenien Lovro Kos Timi Zajc Cene Prevc Peter Prevc | 934,4  | Tyskland Constantin Schmid Stephan Leyhe Markus Eisenbichler Karl Geiger | 922,9 |

Mixed
| Gren                   | Guld                                                      | Guld   | Silver                                                          | Silver | Brons                                                                         | Brons |
| Lagtävling Detaljer... | Slovenien Nika Križnar Timi Zajc Urša Bogataj Peter Prevc | 1001,5 | ROC Irma Makhinia Danil Sadreev Irina Avvakumova Evgenii Klimov | 890,3  | Kanada Alexandria Loutitt Matthew Soukup Abigail Strate Mackenzie Boyd-Clowes | 844,6 |

## Medaljtabell
| Pl. | Nation    | Guld | Silver | Brons | Totalt |
| --- | --------- | ---- | ------ | ----- | ------ |
| 1   | Slovenien | 2    | 1      | 1     | 4      |
| 2   | Japan     | 1    | 1      | 0     | 2      |
| 2   | Österrike | 1    | 1      | 0     | 2      |
| 3   | Norge     | 1    | 0      | 0     | 1      |
| 4   | Tyskland  | 0    | 1      | 2     | 3      |
| 5   | ROC       | 0    | 1      | 0     | 1      |
| 6   | Kanada    | 0    | 0      | 1     | 1      |
| 6   | Polen     | 0    | 0      | 1     | 1      |
|     | Totalt    | 5    | 5      | 5     | 15     |

### Fotnoter
1. ↑  Ski Jumping - Olympic Schedule & Results. Arkiverad 6 februari 2022 hämtat från the Wayback Machine. beijing2022.cn. Läst 6 februari 2022.
2. ↑  (18 juli 2018). Beijing 2022: IOC announces seven new events for Winter Olympics. BBC. Läst 6 februari 2022.
3. ↑  (3 februari 2022). Ski Jumping – Number of Entries by NOC. Arkiverad 6 februari 2022 hämtat från the Wayback Machine. beijing2022.cn. Läst 6 februari 2022.
4. ↑  (5 februari 2022). Ski Jumping - Women's Normal Hill Individual. beijing2022.cn. Läst 6 februari 2022.
5. ↑  (6 februari 2022). Ski Jumping - Men's Normal Hill Individual. beijing2022.cn. Läst 6 februari 2022.
6. ↑  ”Men's Large Hill Individual Final Round Results - Olympic Ski Jumping”. https://olympics.com/beijing-2022/olympic-games/en/results/ski-jumping/results-men-s-lh-individual-fnl-0002sj-.htm. Läst 12 februari 2022.
7. ↑  ”Men's Team Final Round Results - Olympic Ski Jumping”. https://olympics.com/beijing-2022/olympic-games/en/results/ski-jumping/results-men-s-team-fnl-0002sj-.htm. Läst 15 februari 2022.
8. ↑  (7 februari 2022). Ski Jumping - Mixed Team beijing2022.cn. Läst 7 februari 2022.